# Peg o' the Movies (film 1923)
Peg o' the Movies è un cortometraggio muto del 1923 diretto da Alfred J. Goulding che si basa su una storia di James Oppenheim, già portata sullo schermo nel 1913 da un film dallo stesso titolo interpretato da Gertrude McCoy e prodotto dalla Edison.

## Produzione
Il film fu prodotto dalla Century Film.

## Distribuzione
Distribuito dall'Universal Pictures, il film - un cortometraggio in due bobine - uscì nelle sale cinematografiche degli Stati Uniti il 28 marzo 1923.